# Wildflecken
Wildflecken er med Oberbach og Oberwildflecken en købstad i Landkreis Landkreis Bad Kissingen i Regierungsbezirk Unterfranken i den tyske delstat Bayern med godt 3.200 indbyggere. Byen ligger i den sydlige del af Rhön umiddelbar op til naturbeskyttelsesområdet Schwarze Berge, omkring 38 Kilometer nor for Bad Kissingen. Den nordlige kommunegrænse er landegrænse mellem Bayern og Hessen.

## Historie
Byen opstod i 1524 som en gruppe skovbebyggelser ved sammenløbet af floderne Sinn og Wölbersbach. I 1588 fik den navnet Wildflecken.
1908 blev byen sluttet til Sinntalbanen til Jossa, 1937 blev området en militær øvelsesplads, og under anden verdenskrig var der en krigsfangelejr, der efter krigen fortsatte som flygtningelejr, først under amerikanerne, og senere under FN.